# See You on the Other Side (album Korn)
See You On The Other Side (pol. Do zobaczenia po drugiej stronie) – siódmy album płytowy amerykańskiego zespołu nu-metalowego Korn z 2005 roku.
Początkowo płyta miała nazywać się Souvenir Of Sadness, jednakże ostatecznie zespół postanowił zmienić nazwę. Na krążku znajduje się 14 utworów prezentujących różne style muzyczne. Jest to siódma płyta zespołu i pierwsza po odejściu gitarzysty "Heada" oraz wydana pod skrzydłami wytwórni Virgin Records. Jednocześnie jest to ostatni album zespołu z Davidem Silverią za perkusją.

## Lista utworów
1. "Twisted Transistor" – 4:12
2. "Politics" – 3:17
3. "Hypocrites" – 3:50
4. "Souvenir" – 3:50
5. "10 or a 2-Way" – 4:41
6. "Throw Me Away" – 4:41
7. "Love Song" – 4:19
8. "Open Up" – 6:15
9. "Coming Undone" – 3:20
10. "Getting Off" – 3:25
11. "Liar" – 4:14
12. "For No One" – 3:37
13. "Seen It All" – 6:20
14. "Tearjerker" - 5:05

## Twórcy
Opracowano na podstawie materiału źródłowego
- Jonathan Davis - wokal, produkcja muzyczna (utwory 1, 2, 3, 4, 9, 10, 11, 12)
- Reginald "Fieldy" Arvizu - gitara basowa
- David Silveria - perkusja
- James "Munky" Shaffer - gitara
- Ted Jensen - mastering
- Terry Date - miksowanie
- Frank Filipetti - realizacja dźwięku
- Jon Berkowitz - asystent inżyniera dźwięku
- Kevin Mills - asystent inżyniera dźwięku
- Jim "Bud" Monti - asystent realizatora dźwięku, koordynacja produkcji
- Tim Harkins - asystent realizatora dźwięku
- Jeffrey Kwatinetz - producent wykonawczy
- Chapman Baehler - zdjęcia
- David Stoupakis - oprawa graficzna
- Mike Joyce - oprawa graficzna
- Atticus Ross - produkcja muzyczna (utwory 5, 6, 7, 8, 13, 14), programowanie (utwory 5, 6, 7, 8, 13, 14)
- The Matrix - produkcja muzyczna (utwory 1, 2, 3, 4, 9, 10, 11, 12)
- Chris "Hollywood" Holmes - programowanie (utwory 1, 2, 3, 4, 9, 10, 11, 12)
- Leo Ross - asystent producenta muzycznego (utwory 5, 6, 7, 8, 13, 14)